# پالمر (کانزاس)
پالمر (به انگلیسی: Palmer) شهری در ایالت کانزاس کشور ایالات متحده آمریکا است که جمعیت آن در سرشماری سال ۲۰۱۰ میلادی، ۱۱۱ نفر بوده‌است.